# Șona (gmina)
Șona – gmina w Rumunii, w okręgu Alba. Obejmuje miejscowości Alecuș, Biia, Doptău, Lunca Târnavei, Sânmiclăuș, Șona i Valea Sasului. W 2011 roku liczyła 4067 mieszkańców. 